# Potemnemus lima
Potemnemus lima là một loài bọ cánh cứng trong họ Cerambycidae.